# Gyaruru
 (mai 2025).
Si vous disposez d'ouvrages ou d'articles de référence ou si vous connaissez des sites web de qualité traitant du thème abordé ici, merci de compléter l'article en donnant les références utiles à sa vérifiabilité et en les liant à la section « Notes et références ».
Gyaruru (ギャルル, Gyaruru) est un trio de J-pop féminin actif en 2007.

## Histoire
Gyaruru est créé en 2007 par le producteur Tsunku pour son label TNX, en parallèle à son Hello! Project. Le groupe est composé à l'origine des trois idoles japonaises Ami Tokito, « idole à lunettes » surnommée pour l'occasion Amimi, Gyaru Sone (ou Gal Sone) alias Sonene, célèbre compétitrice de concours de mangeurs, et surtout la leader Nozomi Tsuji alias Tsujiji, populaire ex-membre des groupes du H!P Morning Musume, Mini Moni et W (Double You). Cette dernière fait à cette occasion son retour à la scène, un an après la mise en sommeil de son précédent groupe W à la suite de la suspension de sa collègue Ai Kago à la suite d'un scandale médiatique.
Le groupe adopte une image voyante à la mode gyaru et prépare la sortie prochaine de son premier single pour juin 2007. Mais en pleine promotion, Nozomi Tsuji tombe malade, puis annonce publiquement sa grossesse et sa démission du groupe pour se marier. Cette nouvelle fait la une de la presse, quelques jours seulement après le renvoi définitif du H!P de Ai Kago pour un second scandale également commenté dans les médias japonais. Tsuji est remplacée en catastrophe par Asami Abe alias Abebe, sœur de l'ex-collègue de Tsuji au sein des Morning Musume Natsumi Abe. La nouvelle formation réenregistre le single, qui restera le seul du groupe, laissé depuis en sommeil.

## Discographie
Single
- 20 juin 2007 : Boom Boom Meccha Maccho (Boom Boom めっちゃマッチョ!?)